# Lista de arenas cobertas no Brasil
A seguir está uma lista de arenas cobertas no Brasil com capacidade para ao menos 3.000 espectadores. A maioria das arenas nesta lista tem usos múltiplos, como esportes individuais, esportes de equipe, bem como eventos culturais e eventos políticos.

## Atualmente em uso
| Imagens | Nome                                            | Município            | Estado              | Inauguração | Capacidade |
| ------- | ----------------------------------------------- | -------------------- | ------------------- | ----------- | ---------- |
|         | Ginásio Constâncio Vieira                       | Aracaju              | Sergipe             | 1977        | 5.000      |
|         | Ginásio José Corrêa                             | Barueri              | São Paulo           | 2004        | 5,000      |
|         | Ginásio Paulo Skaf                              | Bauru                | São Paulo           | 2021        | 5,000      |
|         | Arena Guilherme Paraense                        | Belém                | Pará                | 2016        | 11,970     |
|         | Estádio Jornalista Felipe Drummond (Mineirinho) | Belo Horizonte       | Minas Gerais        | 1980        | 25,000     |
|         | Arena Juscelino Kubitschek                      | Belo Horizonte       | Minas Gerais        | 1952        | 5,000      |
|         | Ginásio Sebastião Cruz                          | Blumenau             | Santa Catarina      | 2008        | 3,000      |
|         | Ginásio Romero Regueira Jucá                    | Boa Vista            | Roraima             | 2009        | 6,500      |
|         | Ginásio Nilson Nelson                           | Brasília             | Distrito Federal    | 1973        | 16,600     |
|         | Ginásio O Meninão                               | Campina Grande       | Paraíba             | 1992        | 5,000      |
|         | Ginásio Multidisciplinar da UNICAMP             | Campinas             | São Paulo           | 1986        | 10,000     |
|         | Ginásio Poliesportivo Avelino dos Reis          | Campo Grande         | Mato Grosso do Sul  | 1984        | 8,000      |
|         | Ginásio Aecim Tocantins                         | Cuiabá               | Mato Grosso         | 2007        | 12,000     |
|         | Ginásio do Tarumã                               | Curitiba             | Paraná              | 1965        | 4,555      |
|         | Centro de Formação Olímpica do Nordeste         | Fortaleza            | Ceará               | 2014        | 17,100     |
|         | Ginásio Paulo Sarasate                          | Fortaleza            | Ceará               | 1971        | 8,822      |
|         | Centro de Eventos do Ceará                      | Fortaleza            | Ceará               | 2012        | 30,000     |
|         | Polidesportivo do Pedrocão                      | Franca               | São Paulo           | 1975        | 6,000      |
|         | Arena Goiânia                                   | Goiânia              | Goiás               | 2002        | 15,000     |
|         | Ginásio de Esportes Idanizete de Paula          | Gurupi               | Tocantins           | 1987        | 5,000      |
|         | Arena Jaraguá                                   | Jaraguá do Sul       | Santa Catarina      | 2007        | 8,000      |
|         | Ginásio Poliesportivo Ronaldo Cunha Lima        | Joao Pessoa          | Paraíba             | 1994        | 3,500      |
|         | Ginásio Jones Minosso                           | Lages                | Santa Catarina      | 2002        | 5,000      |
|         | Ginásio do Moringão                             | Londrina             | Paraná              | 1972        | 13,000     |
|         | Ginásio Avertino Ramos                          | Macapá               | Amapá               | 1975        | 3,000      |
|         | Ginásio Poliesportivo Lauthenay Perdigão        | Maceió               | Alagoas             | 1994        | 10,000     |
|         | Arena Amadeu Teixeira                           | Manaus               | Amazonas            | 2006        | 11,800     |
|         | Ginásio Chico Neto                              | Maringá              | Paraná              | 1976        | 4,538      |
|         | Ginásio Nélio Dias                              | Natal                | Rio Grande do Norte | 2008        | 10,000     |
|         | Classic Hall                                    | Olinda               | Pernambuco          | 2001        | 15,000     |
|         | Ginásio Ayrton Senna                            | Palmas               | Tocantins           | 1994        | 3,000      |
|         | Ginásio Teixeirinha                             | Passo Fundo          | Rio Grande do Sul   | 2004        | 10,000     |
|         | Expotrade Arena                                 | Pinhais              | Paraná              | 2008        | 20,000     |
|         | Ginásio Gigantinho                              | Porto Alegre         | Rio Grande do Sul   | 1973        | 14,586     |
|         | Ginásio Cláudio Coutinho                        | Porto Velho          | Rondônia            | 1982        | 3,000      |
|         | Ginásio de Esportes Geraldo Magalhães           | Recife               | Pernambuco          | 1970        | 15,000     |
|         | Ginásio do SESI                                 | Rio Branco           | Acre                | 1990s       | 3,000      |
|         | Ginásio Gilberto Cardoso (Maracanãzinho)        | Rio de Janeiro       | Rio de Janeiro      | 1954        | 13,163     |
|         | Jeunesse Arena                                  | Rio de Janeiro       | Rio de Janeiro      | 2007        | 15,000     |
|         | Carioca Arena 1                                 | Rio de Janeiro       | Rio de Janeiro      | 2016        | 16,000     |
|         | Carioca Arena 2                                 | Rio de Janeiro       | Rio de Janeiro      | 2016        | 10,000     |
|         | Carioca Arena 3                                 | Rio de Janeiro       | Rio de Janeiro      | 2016        | 10,000     |
|         | Qualistage                                      | Rio de Janeiro       | Rio de Janeiro      | 1994        | 8,500      |
|         | Arena Santos                                    | Santos               | São Paulo           | 2010        | 5,000      |
|         | Farma Conde Arena                               | São José dos Campos  | São Paulo           | 2022        | 5,000      |
|         | Ginásio Georgiana Pflueger                      | São Luis do Maranhão | Maranhão            | 1981        | 4,500      |
|         | Ginásio do Ibirapuera                           | São Paulo            | São Paulo           | 1954        | 20,000     |
|         | Vibra São Paulo                                 | São Paulo            | São Paulo           | 2000        | 7,000      |
|         | Ginásio Wlamir Marques                          | São Paulo            | São Paulo           | 1963        | 7,000      |
|         | Ginásio da Portuguesa                           | São Paulo            | São Paulo           | 1974        | 5,000      |
|         | Ginásio do Pacaembu                             | São Paulo            | São Paulo           | 1940        | 3,000      |
|         | Ginásio de Esportes Ayrton Senna                | Taboão da Serra      | São Paulo           | 1982        | 4,000      |
|         | Ginásio Governador Dirceu Arcoverde             | Teresina             | Piauí               | 1978        | 5,000      |
|         | Ginásio Municipal Tancredo Neves                | Uberlândia           | Minas Gerais        | 2007        | 8,000      |
|         | Ginásio do Álvares Cabral                       | Vitória              | Espírito Santo      | 1983        | 8,500      |